# داز سمپسون
دارن "داز" سَمپسون (انگلیسی: Darren "Daz" Sampson؛ زادهٔ ۲۸ نوامبر ۱۹۷۴) یک موسیقی‌دان، خواننده، تهیه‌کننده و گویندهٔ اهل بریتانیا است. وی از سال ۱۹۹۸ میلادی تاکنون مشغول فعالیت بوده‌است.
وی در استاک‌پورت منچستر در انگلستان به دنیا آمد.
پس‌از آسیب‌دیدگی جدی در فوتبال حرفه‌ای، در سن ۱۷ سالگی به عنوان گوینده، به رادیو روی آورد.
او در مسابقه آواز یوروویژن ۲۰۰۶ نماینده بریتانیا بود.